# سیلوی گی‌یم
سیلوی گی‌یم (انگلیسی: Sylvie Guillem؛ زادهٔ ۲۳ فوریهٔ ۱۹۶۵) رقصندهٔ باله و رقص معاصر فرانسوی است که به عنوان یکی از برجسته‌ترین بالرین‌های قرن بیستم شناخته می‌شود. او به دلیل انعطاف‌پذیری استثنایی، تکنیک بی‌نقص و اجراهای پرقدرت، تحسین جهانیان را برانگیخته و با برترین شرکت‌های باله در سراسر جهان همکاری کرده است.
وی همچنین برندهٔ جوایزی همچون پرمیوم ایمپریاله، لژیون دونور (شوالیه)، و لژیون دونور (افسر) شده است.

## زندگی اولیه و آموزش
سیلوی گی‌یم در پاریس متولد شد و از کودکی در ورزش ژیمناستیک فعالیت داشت. او در سن ۱۱ سالگی وارد مدرسهٔ بالهٔ اپرای پاریس شد و تحت آموزش کلود بس، یکی از استادان برجستهٔ باله، قرار گرفت. استعداد و پشتکار او باعث شد که در ۱۶ سالگی به بالهٔ اپرای پاریس بپیوندد.

## پیشرفت در حرفهٔ باله
گی‌یم در سال ۱۹۸۴، در ۱۹ سالگی، توسط رودلف نوریف که در آن زمان مدیر بالهٔ اپرای پاریس بود، به عنوان اتوال (بالاترین رتبه برای یک رقصنده در اپرای پاریس) منصوب شد. او به سرعت به عنوان یکی از برترین بالرین‌های نسل خود شناخته شد و نقش‌های اصلی در آثار کلاسیکی مانند «دریاچهٔ قو»، «ژیژل» و «رومئو و ژولیت» را اجرا کرد.

## همکاری با شرکت‌های بین‌المللی
در سال ۱۹۸۹، گی‌یم بالهٔ اپرای پاریس را ترک کرد و به عنوان رقصندهٔ آزاد (Étoile freelance) فعالیت خود را ادامه داد. او با برخی از معتبرترین شرکت‌های بالهٔ جهان، از جمله بالهٔ سلطنتی لندن، بالهٔ آمریکایی آلامو و بالهٔ توکیو همکاری کرد و اجراهای برجسته‌ای را روی صحنه برد.

## تغییر به سمت رقص معاصر
در دههٔ ۲۰۰۰، گی‌یم به سمت رقص معاصر روی آورد و با طراحان رقصی مانند موریس بژار، ماتس اک و آکرام خان همکاری کرد. او در آثار نوآورانه‌ای مانند «بروکن فال» و «آزادی در حرکت» ظاهر شد که مرزهای بین بالهٔ کلاسیک و رقص مدرن را درنوردید.

## جوایز و افتخارات
سیلوی گی‌یم در طول دوران حرفه‌ای خود جوایز متعددی از جمله لژیون دونور فرانسه، نشان شوالیهٔ هنر و ادب و جایزهٔ بنوا دو لا دانس را دریافت کرده است. او در سال ۲۰۱۵ با یک تور بین‌المللی با عنوان «خداحافظی» از دنیای رقص خداحافظی کرد.

## میراث و تأثیرگذاری
گی‌یم به دلیل نوآوری‌هایش در تکنیک و اجرا، یکی از تأثیرگذارترین رقصندگان در تاریخ باله محسوب می‌شود. او توانست محدودیت‌های فیزیکی و تکنیکی را به چالش بکشد و نسل جدیدی از رقصندگان را تحت تأثیر قرار دهد. با وجود بازنشستگی، او همچنان در حوزهٔ هنرهای نمایشی و پروژه‌های فرهنگی فعالیت دارد.